# Al-Hakim bi-Amr Alah
Al-Hakim bi-Amr Alah, fatimidski kalif, * 985, † 13. februar, 1021.
Al-Hakim je bil šesti fatimidski kalif med letoma 996 do svoje smrti.

## Odnos do vernikov različnih veroizpovedi
Kalif Al-Hakim je bil verjetno že po značaju takšen, da je moral vedno koga preganjati in s tem pokazati, da ima v svojih rokah veliko oblast, ki si jo je prigrabil za toliko ceno. V prvem obdobju njegovega vladanja so to bili muslimani, ena oziroma druga smer; v drugem obdobju svojega vladanja pa se je obrnil zlasti proti kristjanom, pa tudi judom. 
Al-Hakim je bil torej šesti fatimidski kalif med letoma 996 in 1021 do svoje smrti in šestnajsti Ismaili imam. Po rojstvu je bil melkitski kristjan, ki pa je zatajil svojo vero in postal fanatičen musliman, da je lahko postal kalif. 
Na začetku svoje vladavine je bil do kristjanov in židov dokaj strpen. Verjetno je pozneje hotel utišati govorice, da je kristjan in je to hotel tudi dokazati z neverjetnim fanatizmom za muslimanstvo. 
V prvem obdobju svojega vladanja - torej od 996 do 1006 - je bil bolj naklonjen šiitom; do sunitov je bil pa razpoložen sovražno.
V drugem obdobju svojega vladanja, torej od 1007 do 1012, pa je svoj odnos spremenil. Očitno "je bilo namreč opaziti sicer večjo strpnost do sunitov in manjšo gorečnost za šiite; toda odnos do ’ljudi knjige’ (kristjani in judje) je postal neprikrito sovražen." 

### Bazilika Božjega groba v Jeruzalemu
Al-Hakimov odnos do različnih veroizpovedi lahko spremljamo tudi po njegovem odnosu do svetih krajev. 
18. oktobra 1009 je Al-Hakim zapovedal razrušenje Božjega groba in vseh stavb, ki so bile z njim povezane. Zdi se, da je hotel predvsem zatreti po njegovem mnenju praznoverno izročilo, ki so ga menihi ponavljali vsako leto na velikonočno vigilijo, ko so v cerkvi obhajali spuščanje „čudežnega” svetega ognja. Letopisec Yahia omenja, da "so ostali neporušeni samo tisti deli, ki jih je bilo pretežko razdreti in uničiti." Procesije so bile prepovedane in v naslednjih letih so bile tako rekoč vse cerkve in samostani v Palestini porušeni ali zaplenjeni. Šele leta 1042 je bizantinski cesar Konstantin IX. dosegel obnovo Božjega groba z dovoljenjem Al-Hakimovih naslednikov.

### Bazilika Jezusovega rojstva v Betlehemu
Tamkajšnji muslimani niso izpolnili strogega ukaza Al-Hakima, ki je ukazal porušenje vseh krščanskih cerkva pod svojo oblastjo in torej tudi betlehemsko. Ta ukaz se jim je zdel blazen. Na ta način se je ohranila v celi Palestini kot edina Konstantinova oziroma Helenina cerkev le bazilika Gospodovega rojstva v Betlehemu. Cerkev stoji še danes.
To Al-Hakimovo načrtno uničevanje krščanskih spomenikov v Palestini je povzročilo veliko ogorčenost kristjanov in začetek križarskih vojn. Med drugim je Al-Hakim prepovedal tudi uporabo vina iz grozdja. S tem je po eni strani prizadel kristjane, ki rabijo vino za mašo; po drugi strani pa žide, ki rabijo vino za obhajanje svojih praznikov.